# EHS
El protocol EHS (de l'anglès European Home Systems) va ser dissenyat per a controlar electrodomèstics mitjançant la comunicació a través de la línia de potència, i desenvolupat per EHSA (European Home Systems Association).
Avui en dia forma part del protocol KNX, que compleix la normativa CENELEC EN 50090 i té opcions de convertir-se en el primer estàndard obert per controls domòtics.